# Johannes Künzle

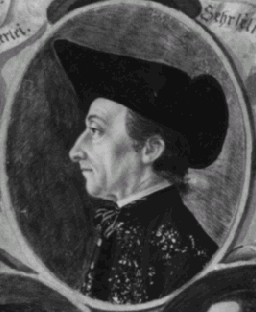
Johannes „Bot“ Künzle

Johannes „Bot“ Künzle (* 1. Dezember 1749 in Gossau; † 4. November 1820 ebenda) war ein Schweizer Politiker, Führer der Volksbewegung in der Alten Landschaft der Fürstabtei St. Gallen (1793–1798) und Landammann der Republik der Landschaft St. Gallen (1798).

## Leben

### Auf dem Weg zu Grossem
Johannes Künzle wurde am 1. Dezember 1749 als Sohn eines Rotgerbers geboren. Die Kindheit verbrachte Künzle im „Gapf“ an der Strasse von Gossau nach Andwil. Später betrieb sein Vater einen Krämerladen im Dorf, wo Künzle den Metzgerberuf erlernte. Im Lesen und Schreiben entwickelte der Junge weit über dem damaligen Durchschnitt liegende Fertigkeiten. Aufgrund seiner geistigen Eigenschaften konnte er 1767 die verantwortungsvolle und gutbezahlte Stelle eines Fussbriefboten der fürstäbtischen Postablage in Gossau antreten. So reiste Künzle zwischen Gossau, den appenzellischen Gebieten, dem Toggenburg und Teilen des Thurgaus hin und her und wurde bald als „Bot Künzle“ bekannt. Die Stellung machte ihn rasch bekannt und ermöglichte ihm Kontakt zur führenden Gesellschaftsschicht seines Postkreises.
Welches Ansehen Künzle bereits damals genoss, zeigt die Tatsache, dass er 1779 Anna Maria Contamin (1756–1822) heiratete. Ihr Vater war ein vermögender Tuchhändler aus savoyischem Geschlecht. Diese Einheirat in eine der ersten und reichsten Kaufmannsfamilien des Orts schuf die Voraussetzung, dass Künzle seine Tätigkeit auch auf den Straßenbau ausweiten konnte. Als Fürstabt Beda Angehrn im Rahmen seiner umfangreichen Bemühungen um eine Verbesserung der Verkehrsverbindungen den Ausbau der Straße von Gossau bis an die ausserrhodische Grenze in Angriff nahm, ging der Zuschlag 1785 an Johannes Künzle. Fortan bezog er einen Anteil an den Weggeldern.
Wegweisend für Künzles Zukunft war sicherlich die Bekanntschaft mit dem fürstäbtischen Obervogt Karl Müller-Friedberg, einem der profiliertesten politischen Köpfe seiner Zeit. Künzle war beim Verwalter des Amtes Oberberg (1783–1798) oftmals zu Besuch. Hier soll sich Künzle mit den Büchern des Obervogten weitergebildet haben. Auch die persönlichen Beziehungen zu Herisauer Familien, namentlich zur französischgesinnten Fabrikantenfamilie Wetter, dürften dazu beigetragen haben, dass sich Künzle seit 1789 immer mehr den Prinzipien der Französischen Revolution öffnete. Unterdessen war Künzle zum Aide-Major der fürstäbtischen Miliz und 1788 zum Gemeindevogt von Gossau ernannt worden.

### Die Volksbewegung
1792 kam es in Gossau wegen lokaler Beschwerden (Erhöhung des Ehehaft- und Hofstattgeldes) zu ersten Unruhen. Unter dem Leitspruch „Zall nünt, du bist nünt scholdig“ (Zahle nichts, du bist nichts schuldig) hingen am Dreikönigstag 1793 Zettel an einigen Häusern des Dorfes. Johannes Künzle stellte sich in der Folge an die Spitze einer Oppositionsbewegung, die gegen die fürstäbtische Herrschaft gerichtet war. Zuerst ging es den Unzufriedenen nur um nichtrevolutionäre Reformen und wirtschaftliche Erleichterung. Doch schon bald traten auch politische Forderungen hinzu. Künzle verstand es ausgezeichnet, das Volk zu leiten und seine Zuhörer zu überzeugen und mitzureissen. Trotz fehlender Schulbildung erwies er sich in den Verhandlungen mit der Obrigkeit als geschickter, zielstrebiger Taktiker mit einem feinen Gespür. Nach weiteren Unruhen traten auf Initiative Künzles 1794 die so genannten Ausschüsse (Gemeindevertreter) in Gossau zusammen. Es erfolgte die Ernennung eines 17-köpfigen Revolutionsausschusses mit Künzle an der Spitze („Es geht! Es muss durchsetzen und wenn nicht, […] so sei Gut, Ehre und Blut und Leben aufs Spiel gesetzt.“). Gleichzeitig gelangte man in der Angelegenheit an die vier Schirmorte der Fürstabtei: Zürich, Luzern, Schwyz und Glarus, welche mit Künzle sympathisierten. 1795 rief er alle Ammänner der Alten Landschaft zusammen, um ein Landesarchiv in Waldkirch zu errichten. Mit diesem Schritt hatte man revolutionären Boden betreten.
Auf Drängen der Ausschüsse gestattete der Fürstabt eine Versammlung aller Ämter der Alten Landschaft. Diese wurde entgegen der fürstäbtischen Weisung nicht in der Kirche, sondern unter dem Vorsitz Künzles auf freiem Feld abgehalten. Insgesamt wurden 15 Beschwerdepunkte erarbeitet. Unter Druck willigte der Fürstabt in eine förmliche Untersuchung der Angelegenheiten ein. Schlussendlich ging ein Katalog von 61 Forderungen ein. Der Konflikt eskalierte, als das Stiftskapitel alle Begehren ablehnte. Fürstabt Beda Angehrn reagierte in dieser heiklen Phase aber unerwartet flexibel und so nahm er persönlich Verhandlungen mit sechs Ausschüssen auf. Aus zwei Verhandlungstagen ging der Gütliche Vertrag hervor. Die Leibeigenschaft wurde aufgehoben, samt den mit ihr verbundenen Abgaben. Weiter wurde eine Reihe wichtiger Rechte an die Gemeinden abgetreten. Am wichtigsten war die faktische Übergabe der militärischen Gewalt in die Hand des Volkes. Ausserdem sollte ein Landrat mit 51 Mitgliedern gebildet werden.
Auf einer Landsgemeinde sollte das Vertragswerk durch das Volk feierlich gutgeheissen werden. Die eindrückliche Versammlung fand 1795 auf der Mühlewiese in Gossau statt und wurde zum grossen Tag von Johannes Künzle. Rund 24'000 Teilnehmer (Untertanen und Neugierige aus St. Gallen, Appenzell, dem Rheintal und dem Kanton Zürich) waren anwesend. Auf einem Podest stehend eröffnete Künzle in einer emphatischen Eröffnungsrede die Versammlung, pries das Entgegenkommen des Fürstabtes und warb für die Annahme des Vertragswerkes. Als der anwesende Fürstabt die Versammlung mit einem feierlichen Te Deum ausklingen liess, schien die Versöhnung tatsächlich gelungen.
Johannes Künzle (der „Erzabgott aller Bauern“) stand 1795 auf dem Gipfel seiner Popularität. Geschickt hatte er die Schwäche der Regierung ausgenützt und die von ihm angeführte Volksbewegung ohne Gewaltanwendung zum Sieg geführt.

### Die Freie Republik der Landschaft St. Gallen
Im Jahre 1796 bestieg Fürstabt Pankraz Vorster den Stuhl des heiligen Gallus und steuerte einen schärferen politischen Kurs. Die Auslegung der Vertragsbestimmungen enthielt viel Konfliktstoff. So kam es, dass sich die Untertanen in „Linde“ (Abttreue) und „Harte“ (Künzle-Partei) trennten – es folgten einige Unruhen, die sich nur mühsam wieder legten. 1797 wurde die im Gütlichen Vertrag vorgesehene Einrichtung eines Landrats durchgeführt. Wie zu erwarten wurde Johannes Künzle Obmann des Landrats. Im Jahr 1798 gab es in Wil eine Zusammenkunft zwischen Künzle und Fürstabt Vorster. Der Landesherr wurde dabei zur gänzlichen Abtretung der Landesregierung genötigt. Die Freie Republik der Landschaft St. Gallen wurde ausgerufen und eine demokratische Verfassung angenommen, Künzle zum Landammann ernannt. Das Staatswesen existierte aber nicht lange, denn schon kurze Zeit später war Künzle gezwungen, die Helvetische Verfassung anzunehmen und die Alte Landschaft wurde Teil des Kantons Säntis. Künzle wurde zwar zum Präsidenten der Verwaltungskammer des Kantons Säntis ernannt, aber es folgte eine Zeit der Ernüchterung. Die Rolle des Bürger-Präsidenten war zu viel für Künzle und 1799 wurde er aller Ämter enthoben. Nach weiteren Unruhen flüchtete er nach Luzern. Danach konnte sich Künzle förmlich rehabilitieren und wurde zum zweiten Mal zum Präsidenten der Verwaltungskammer gewählt. Der Staatsstreich vom 7. Januar 1800 brachte schliesslich seine Beförderung zum Helvetischen Senator. Nur wenig später erfolgte infolge des zweiten Staatsstreichs bereits wieder seine Abdankung im Senat.
Am 4. November 1820 verstarb Johannes Künzle in Einsamkeit im Alter von 71 Jahren.